# 若いまち旭川
「若いまち旭川」（わかいまちあさひかわ）は、北海道旭川市の市歌である。作詞・武田哲子、補作・小林孝虎、作曲・川越守。

## 解説
1972年（昭和47年）が旭川市の市制50周年に当たることを記念し、旭川観光協会が主体となり旭川市・旭川商工会議所と合同で「新しい旭川の歌」の懸賞募集を実施した。応募総数は170篇で、入選作を歌人の小林孝虎（1923年 - 2004年）が補作したものを採用として川越守が作曲を行い、8月12日に発表演奏が行われた。制定時にキングレコードがソノシート（規格品番：NS-380）を作成している。
歌詞と楽譜は1982年（昭和57年）刊の『北海道の歌謡曲』に収録。市の公式サイトでは紹介されていないが、1988年（昭和63年）発表の開基100周年記念テーマソング「若い街から」（作詞：菅原志郎、作曲：中田喜直）と2曲合わせて橋場信昌がメドレーに編曲し、毎年6月開催の北海道音楽大行進で演奏される『行進曲「若い街から」』を通じて市民にとっては馴染み深い楽曲となっている。
旭川市に関連するその他の楽曲としては、1960年（昭和35年）選定の「旭川市青少年の歌」や1991年（平成3年）発表の「北の街に鐘は鳴る」、2022年（令和4年）の市制100周年記念イメージソング「あなたがどこかで」などがある。